# بريندان غان
بريندان غان (3 يونيو 1988 في أستراليا - ) هو لاعب كرة قدم ماليزي وأسترالي في مركز الدفاع. شارك مع منتخب ماليزيا لكرة القدم. أما مع النوادي، فقد لعب مع سيدني إف سي ونادي كلنتن ونادي صباح وBonnyrigg White Eagles FC ‏ وروكديل إليندين ‏ وSutherland Sharks FC ‏.

## روابط خارجية
- بريندان غان على موقع قاعدة بيانات كرة القدم.إي يو (الإنجليزية)
- بريندان غان على موقع ناشيونال فوتبول تيمز (الإنجليزية)
- بريندان غان على موقع Soccerway.com (الإنجليزية)